# براكاش ميهتا
براكاش ميهتا (بالإنجليزية: Prakash Mehta)‏ هو سياسي هندي، ولد في 22 أبريل 1959 في مومباي في الهند. حزبياً، نشط في بهاراتيا جاناتا. وقد انتخب Member of the Maharashtra Legislature ‏ وانتخب Member of Maharashtra Legislative Assembly ‏.